# Boynes
Boynes é uma comuna francesa na região administrativa do Centro, no departamento Loiret. Estende-se por uma área de 15,52 km². Em 2010 a comuna tinha 1 377 habitantes (densidade: 88,7 hab./km²).